# 地球地质历史

地质时钟图表，显示从古至今的地质历史，并标示重大事件

地球地质历史记录地球地质年代上发生的重大事件。地层学家分析不同深度的岩石，进行年代测定，确认地质年代的时间。太阳星云是太阳形成时遗留下来的一团圆盘状尘埃和气体。太阳诞生后，它演化并成为太阳系的其余部分。45.4亿年前，地球从太阳星云中诞生。
因为频繁的火山喷发和与其他天体相撞，地球早期处于熔融状态。随着时间的推移，地壳逐渐冷却成固体，但内部仍然保持液体状态。此后月球形成。月球诞生可能是小行星撞击地球所致。釋氣和火山运动产生了原始大气。冷凝的水蒸气和彗星的冰使海洋形成。然而，2020年8月研究者指出，地球形成之初，就已经有足够的水来填满海洋。
几亿年来，由于板块运动等因素，大陆不断地运动，形成和分裂。有时大陆合并形成超大陸。7.5亿年前，已知超大陆羅迪尼亞大陸分裂，此后大陆合并，于6亿至5.4亿年前前形成潘諾西亞大陸。2亿年前，盤古大陸分裂，形成现在的大陆。
四千万年前至現在的地球，处于较上新世更严寒的大冰期。极地冰川以每四万年至十万年为周期，反复融化-形成。末次冰期于约1万年前结束。目前，地球仍处于第四纪冰河时期中。

## 前寒武纪
前寒武纪（Precambrian）原称隐生宙（Cryptozoic），是一个非正式的“超宙”（supereon），泛指所有早于寒武纪（显生宙的第一个纪）的地质时期，始于46亿年前，结束于5.41亿年前，约占地球历史的90%。冥古宙、太古宙和元古宙都属于前寒武纪。
过去的30亿年中，改变地球环境或导致生物灭绝的火山事件可能已发生10次。

### 冥古宙

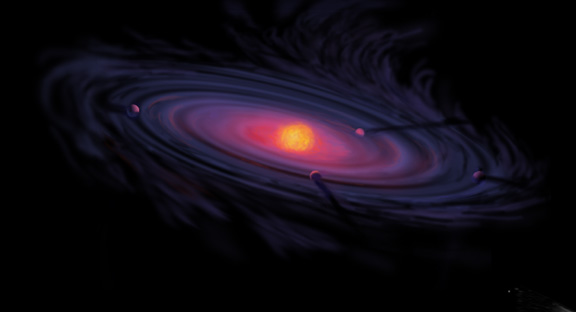
原行星盤想象图

冥古宙开始于46亿年前，结束于40亿年前。冥古宙时太阳系刚刚形成。地球就是从太阳周围的吸积盘中诞生的。
不过冥古宙并未获正式承认，原因之一是那个时代没有产生大的岩石，没有信息载体供分析。最古老的鋯石在约44亿年前产生。
因火山作用和天体撞击，早期地球处于熔融状态。熔融状态下的地球，密度大的亲铁元素下沉成为铁镍地核，比重小的亲石元素上浮变成地幔和地壳，更轻的液态和气态成分，通过火山喷发形成原始的水圈和大气圈。后来，当原始大气中水的含量逐渐增加时，地球地壳冷却成固体。大碰撞说认为，45.3亿年前，火星大小的忒伊亚撞击地球，月球形成。忒伊亚撞击地球后，一部分与地球融合，剩余的则遗留在太空。遗留在太空的物质围绕地球旋转，最终形成月球。最近对钾同位素的研究证明，月球由一个较小、高能、高角动量的撞击形成。这个撞击也将地球劈开。原始大气层由释气和火山运动产生。大气中凝结的水蒸气和彗星的冰共同形成了海洋。但是2020年8月的研究表明，地球自诞生之初就有足够的水来形成海洋。
月球上大量的撞击坑形成于据今约41亿年前-38亿年前的冥古宙後期重轟炸期。据此推断可能该时期的水星、金星、地球也存在许多撞击坑。

### 太古宙
太古宙开始于40亿年前，结束于25亿年前。太古宙时期的地球可能有不同的形态。在这个时期内，地壳冷却凝固，岩石和大陆板块开始形成。一些科学家认为，当时地球温度比现在高，所以版块活动更强烈，地壳物质的循环周期更短。在地幔冷却，对流减缓前，稳定的大陆难以形成。另一些人认为太古宙时次大陆岩石圈地幔浮力过大，导致地壳无法俯冲下沉。太古宙形成的岩石在侵蚀作用和地壳构造运动下逐渐转化，所以太古宙岩石缺乏。有些地理学家认为，锆石中铝的突然增加是板块运动开始的标志。
与元古宙相比，太古宙的岩石（如杂砂岩、泥岩、火山沉积物、條狀鐵層等）通常沉积在深水底部，并已严重变质。绿岩带是典型的太古宙地层，由重度和轻度的变质岩交错而成。重度变质岩来自火山島弧，轻度变质岩是从邻近岛屿侵蚀而来，堆积在弧前盆地（英語：forearc basin）的沉积物。简单来说，绿岩带是原始大陆合并的标志。
地球的地磁场产生于35亿年前，其强度约为现如今的一半，同时期下的太阳风强度约是现如今的一百倍，受太阳风的影响，地球可能失去了更多水。不过地球磁层依旧在一定程度上阻挡、减弱了太阳风对地球的影响，保护了地球的大气层。

### 元古宙
元古宙开始于25亿年前，结束于5.41亿年前。元古宙在地层中的记录比太古宙更全面。与太古宙岩石在深水中沉积不同，许多元古宙地层分布在浅海和内海里，分布广阔。与太古宙相比，元古宙岩石的变质程度较低，许多岩石没有变化。对这些岩石的研究表明，元古代有大规模的造陆运动、超大陆旋回和现代的造山运动。约7.5亿年前，超大陆羅迪尼亞大陸开始分裂。大陆后来在6亿年前至5.4亿年前合并成潘諾西亞大陸。
在元古宙，地球发生了冰期。第一次冰期在元古代开始后不久就发生。在新元古代，地球至少有4次冰期，并在7.5亿到5.8亿年时达到高潮，产生了多次雪球地球。

## 显生宙
我们目前处在显生宙（5.41亿年前至今）。在这一时期，分裂的大陆合并成盘古大陆，盘古大陆随后分裂、漂移形成了现今的大陆分布。显生宙分为古生代、中生代、新生代三个时期。大多数多细胞生物在显生宙出现。

### 古生代
古生代开始于5.41亿年前，结束于2.51亿年前。古生代下分六个地质纪，从古至今依次是寒武纪、奥陶纪、志留纪、泥盆纪、石炭纪和二叠纪。从地质上来说，古生代开始于潘諾西亞大陸分裂后不久，全球冰河时代结束时。在古生代早期，地球上的大陆处于分裂状态。在古生代末期，地球上的大陆合并，形成新的超大陆盘古大陆。

#### 寒武纪
寒武纪开始于5.41亿年前，结束于4.85亿年前。寒武纪是地质年代上的一个重要划分节点。寒武纪时期大陆由新元古代的超大陆潘诺西亚大陆分裂而形成。寒武纪时期因为大陆漂移，浅水域较多且分布广。潘诺西亚大陆分裂形成勞倫大陸、波羅的大陸和西伯利亚。冈瓦纳大陆开始向南极漂移。寒武纪时期泛大洋几乎占据了整个南半球。寒武纪时期也有原特提斯洋、巨神海和漢特洋等小海洋。

#### 奥陶纪
奥陶纪开始于4.85亿年前，寒武紀－奧陶紀滅絕事件之后，结束于4.44亿年前。在奥陶纪，靠南的大陆合并形成冈瓦纳大陆。冈瓦纳大陆在赤道附近形成，形成后逐渐向南极漂移。自潘诺西亚大陆分裂后，勞倫大陸、波羅的大陸和西伯利亚大陆处于独立状态。但是在奥陶纪，波羅的大陸开始向劳伦大陆漂移，导致海洋收缩。同时，阿瓦隆尼亞大陸从冈瓦纳大陆中分裂出去，逐渐向北方的劳伦大陆移动。瑞亞克洋因此形成。奥陶纪末期，冈瓦纳大陆接近南极点，大部分陆地已被冰雪覆盖。
奥陶纪在奥陶纪-志留纪灭绝事件中结束，志留纪在这之后开始。根据灭绝物种的占比而言，这是地球历史上第二大生物集群灭绝事件，规模比这大的只有二叠纪-三叠纪灭绝事件。
大家普遍认为，大冰期的发生导致了灭绝事件。大冰期结束了奥陶纪长期稳定的温室环境，改变气候并使生物灭绝。大冰期持续的事件可能并不长。对腕足动物化石的氧同位素含量的研究表明，这次大冰期的长度在50到150万年间。灭绝事件之前，大气中二氧化碳的含量从7000ppm下降到4400ppm，使浅海发生改变，影响到大多数生物。冈瓦纳大陆向南漂移，生成许多冰盖。在北非的上奥陶纪岩层和南美洲东北部有这些冰盖存在的证据，说明当时这些地区处在南极。

#### 志留纪
志留纪开始于4.44亿年前，结束于4.19亿年前。志留纪是地质年代上的一个重要分割线。在志留紀，冈瓦纳大陆缓慢漂移到南半球高纬度地区。但有证据表明，志留纪时冈瓦纳大陆的冰川比奥陶纪晚期要小。从志留纪的沉积物覆盖奥陶纪被侵蚀的沉积物，形成不整合面可以看出，冰川的融化导致海平面上升。其他稳定的和分裂的大陆漂移到一起，形成第二个超大陆劳亚大陆。泛大洋几乎占据了整个北半球。这一时期也有原特提斯洋、古特提斯洋、瑞亚克洋、巨神海和烏拉爾洋等小海洋。

#### 泥盆纪
泥盆纪开始于4.19亿年前，结束于3.59亿年前。泥盆纪时期劳亚大陆和冈瓦纳大陆互相靠近，板块运动比较活跃。泥盆纪早期，劳伦大陆和波羅的大陸在南回归线附近合并形成欧美大陆（又称劳俄大陆），由于地理因素的引向，欧美大陆较为干燥。靠近沙漠的地方形成老红砂岩沉积层。干旱的地区岩石富含赤铁矿，因此颜色为红色。在赤道附近，欧美板块上的大陆合并成盘古大陆，形成阿巴拉契亚山脉，并在大不列颠岛和斯堪的纳维亚进行加里東造山運動。石炭纪时冈瓦纳大陆仍然在南半球，组成现代欧亚大陆的部分除冈瓦纳大陆外，其余都在北半球。海平面在全世界都很高，许多陆地都在海平面以下。深而宽广的泛大洋占据了地球绝大部分海洋面积，原特提斯洋、古特提斯洋、瑞亚克洋、巨神海和乌拉尔洋（由西伯利亚大陆和波罗的大陆合并产生）等小海洋也依然存在。

#### 石炭纪
石炭纪开始于3.59亿年前，结束于2.99亿年前。
泥盆纪末全球海平面下降，但在石炭纪初海平面又上升回原来的水平。海平面的变化使密西西比世时，近海的碳酸盐沉积。南极的气温也有所下降，冈瓦纳大陆南部在整个石炭纪都处于冰河时期。但石炭纪时期的冈瓦纳冰盖，是不是泥盆纪的遗物还尚未确认。气候变化对热带没有什么影响。在距离冰川地带边缘3000千米处，沼泽上的植物郁郁葱葱，并在后来演变成煤炭。石炭纪中期海平面下降，海洋生物大规模灭绝，海百合和菊石所受的影响极为严重。这次海平面下降使北美洲出现不整合面，并成为密西西比世和賓夕法尼亞世的分割线。
石炭纪时盘古大陆逐渐形成，造山运动很活跃。此时此时冈瓦纳大陆仍未分裂。劳亚大陆在今天北美洲东海岸处与冈瓦纳大陆碰撞，并在现在的欧洲进行华力西造山运动，现在的北美洲进行阿萊干尼造山運動。这次碰撞使阿巴拉契亚山脉向西南方向延伸，形成瓦希塔山脉。同时，东部欧亚大陆板块与欧洲相连，形成乌拉尔山脉。在石炭纪，地球上有两个大洋，泛大洋和古特提斯洋，而其他小海洋正在消失。瑞亚克洋由南北美洲的合并而消失，乌拉尔洋和原特提斯洋由波罗的大陆和西伯利亚大陆的合并而消失。

盘古大陆的分裂

#### 二叠纪
二叠纪开始于2.99亿年前，结束于2.52亿年前。
二叠纪时，除了东亚地区外，地球上的主要大陆合并成盘古大陆。盘古大陆横跨赤道并向南北两方延伸，并被唯一的大洋泛大洋包围。古特提斯洋是在亚洲和冈瓦纳之间的一个海洋。盘古大陆的形成对洋流产生了影响。此时辛梅利亚大陆从冈瓦纳大陆分离，并向北逐渐漂移到劳亚大陆，使古特提斯洋逐渐缩小。在南边，特提斯洋正在扩大，并将在整个中生代存在。超大陆产生了大陆性气候和季风气候，前者冷热变化剧烈，后者有季节性的降雨。由于内陆干旱，荒漠在盘古大陆分布较广。

### 中生代

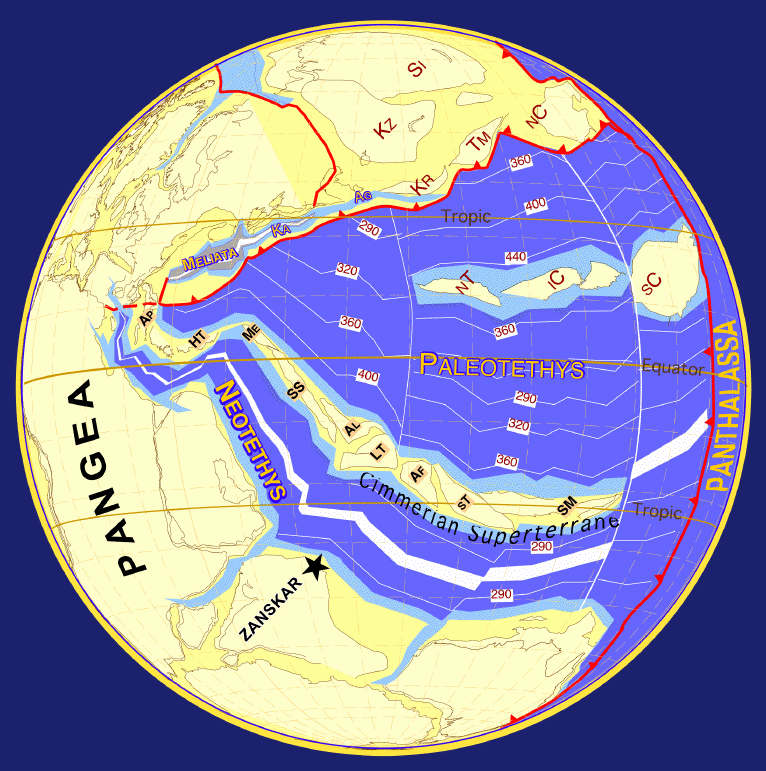
2.49亿年前地球大陆分布

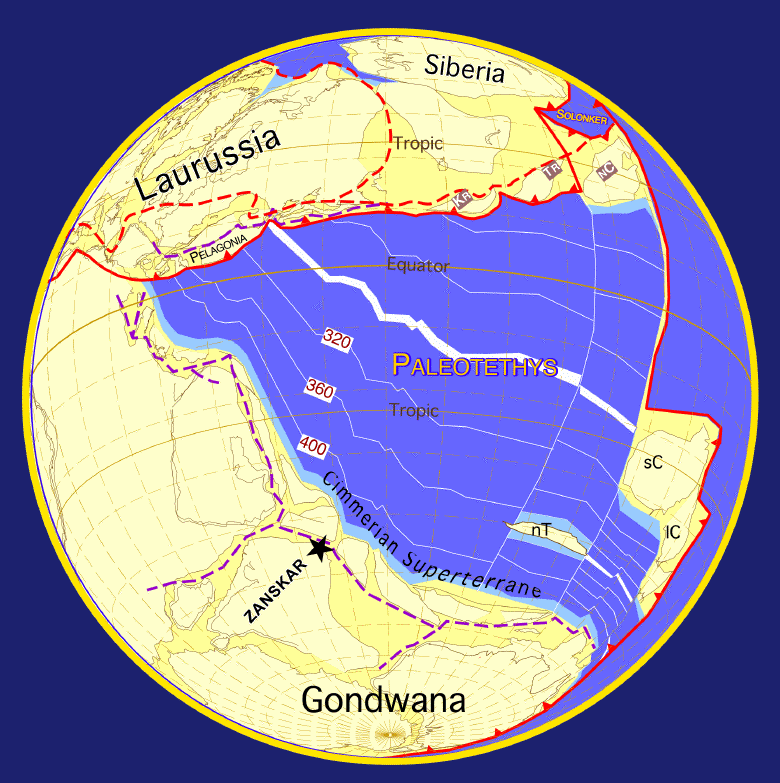
2.9亿年前地球大陆分布

中生代开始于2.52亿年前，结束于6600万年前。
中生代的造山运动比晚古生代温和。然而，中生代时期盘古大陆有许多巨型裂谷。盘古大陆逐渐分裂为北方的劳亚大陆和南方的冈瓦纳大陆。大陆分裂形成大陆坡。大西洋沿岸地区就有大陆坡，如美国东海岸。

#### 三叠纪
三叠纪开始于2.52亿年前，结束于2.01亿年前。在三叠纪，几乎所有的陆地集中在赤道附近，组成超大陆盘古大陆。盘古大陆像巨大的吃豆人，而由古生代的古特提斯洋演变而来的特提斯洋就像吃豆人朝东的嘴巴。地球其余部分为泛大洋。
三叠纪时期，深海沉积物由于板块俯冲作用而移动至隱沒帶，所以，人类对三叠纪海洋了解不多。盘古大陆在三叠纪晚期出现裂谷，但此时大陆尚未分离。三叠纪晚期的裂谷中出现了陆相沉积物，标志盘古大陆开始解体。盘古大陆最初解体把今天美国的新泽西州与摩洛哥分离。因为超大陆海岸线短，三叠纪遗留下来的海洋沉积物非常罕见。在北美洲，海洋沉积物只在西部少量暴露，但是在最先研究三叠纪的西欧，沉积物较多。因此，三叠纪的地层学主要通过小淡水湖和咸水湖中的生物的研究得出。这一时期的生物有Lioestheria等甲壳动物和陆生脊椎动物。

#### 侏罗纪
侏罗纪开始于2.01亿年前，结束于1.45亿年前。在侏罗纪早期，超大陆盘古大陆分裂成北部的劳亚大陆和南部的冈瓦纳大陆。北美洲和墨西哥的尤卡坦半岛出现裂谷，并随后演变成墨西哥湾。侏罗纪时期大西洋北部很狭窄，而南大西洋直到白垩纪时冈瓦纳大陆分裂才形成。特提斯洋消失，新特提斯盆地出现。侏罗纪气候温暖，没有冰川。侏罗纪和三叠纪一样，两极附近没有陆地，因此没有大面积的冰盖。
侏罗纪地质记录在西欧保存完好，海洋层十分宽广，说明当时西欧大部分处于热带浅海之下。西欧有著名的地质记录公园，如英国的侏罗纪海岸世界遗产，霍尔茨马登和索爾恩霍芬的晚侏罗世lagerstätten。相比之下，北美洲的侏罗纪记录较少，地表露出的侏罗纪遗迹十分罕见。虽然在侏罗纪晚期，圣丹斯海内海在美国和加拿大的北部平原留下海洋沉积物，但北美洲大部分沉积物为大陆沉积物，如莫里遜層冲积层。中侏罗世开始进行内华达造山运动，科迪勒拉山系北部出现大型岩磐。在俄罗斯、印度、南美洲、日本、澳大拉西亚和英国也发现明显的侏罗纪地层。

#### 白垩纪

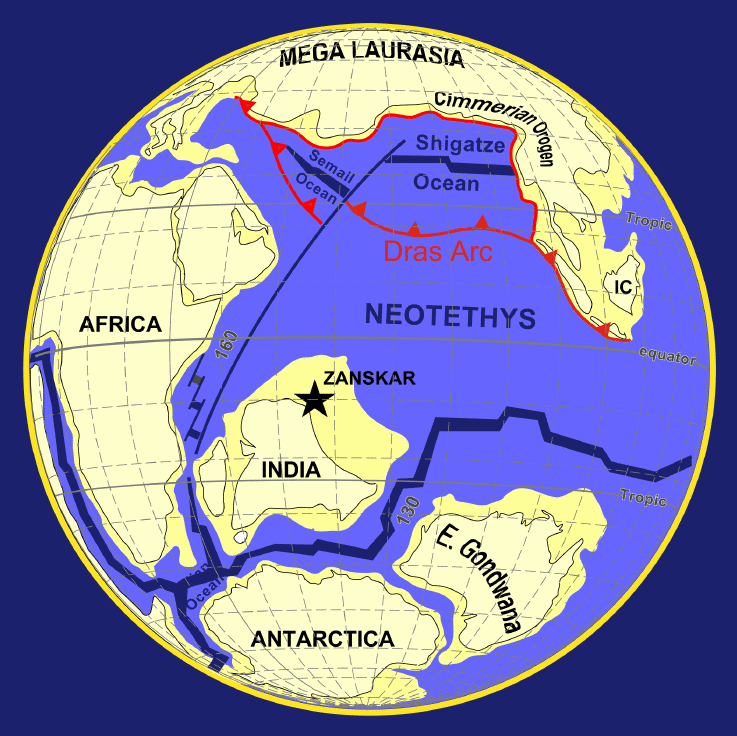
1亿年前白垩纪时期的大陆分布

白垩纪开始于1.45亿年前，结束于6600万年前。
在白垩纪期间，古生代晚期至中生代早期的超大陆，盘古大陆，完全分裂。盘古大陆分裂时大陆位置与现在不同，但在漫长的时间里演变为现在的大陆。大西洋扩张，侏罗纪开始的造山运动在科迪勒拉山系中继续进行，内华达造山运动之后，塞维尔和拉勒米也出现造山运动。冈瓦纳大陆分裂成南美洲、澳大利亚和非洲，但此时马达加斯加和印度仍然相连。冈瓦纳大陆的裂谷演化成南大西洋和印度洋。裂谷扩张，抬升了附近巨大的海底山脉，使全球海平面上升。
在非洲北部，特提斯洋缩小。北美洲中部（西部内陆海道地区）和欧洲被浅海淹没，在白垩纪末期重新浮出海面，并在煤层之间留下了海洋沉积物。白垩纪海侵最盛时，地球表面三分之一的陆地被淹没。白垩纪因白堊岩而出名，因为生成的白垩岩非常多，超过显生宙的其余时期。大洋中脊活动扩大海水循环的范围，使海水中钙的含量增加，海洋更加饱和。因此，海洋中鈣板金藻大量繁殖。白垩纪地质记录较为完好，碳酸盐岩和沉积岩分布广泛。北美洲有保存完好的白垩纪地质组，如美国堪薩斯州的斯莫基山组和白垩纪晚期的地獄溪層。欧洲和中国也有类似的白垩纪地质记录。在印度，熔岩在白垩纪末期和古新世早期形成德干暗色岩。

### 新生代
新生代开始于6600万年前，白垩纪﹣古近纪灭绝事件之后，并持续至今。中生代末期，大陆分裂成今天的大陆，并逐步漂移。劳亚大陆分裂成北美洲和歐亞大陸，冈瓦纳大陆分裂成南美洲、非洲、澳大利亚、南极洲和印度次大陸。印度次大陸之后与亚欧大陆相撞，形成喜马拉雅山脉。特提斯洋关闭，形成地中海。

#### 古近纪
古近纪开始于6600万年前，结束于2303万年前。古近纪是新生代的第一个纪，包括古新世、始新世和漸新世。

##### 古新世
古新世开始于6600万年前，结束于5600万年前。
在许多方面，古新世只是白垩纪晚期的延续，分裂的大陆沿着今天的位置漂移。此时超大陆劳亚大陆还没有分裂，欧洲和格陵兰仍然相连。北美洲和亚洲通过陆桥相连，但格陵兰已从北美洲分离。拉勒米造山运动仍在继续，北美洲西部的洛磯山脈开始形成。南北美洲为分离状态，直至新近纪时才合并。冈瓦纳大陆继续分裂，非洲、南美洲、南极洲和澳大利亚相互分离。非洲向北部的欧洲移动，特提斯洋开始缩小。印度向亚洲移动并相撞，形成了喜马拉雅山脉。

##### 始新世

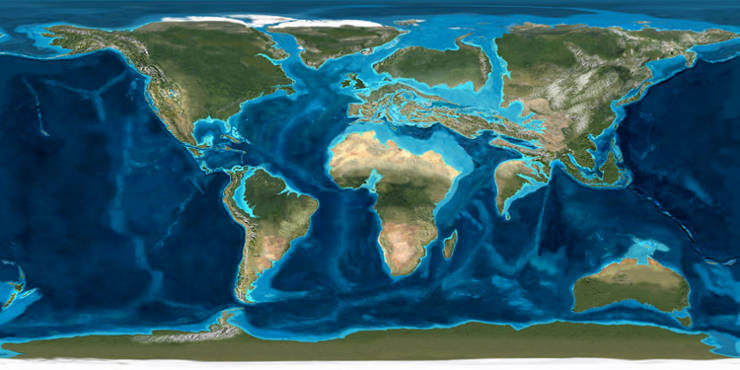
约5000万年前的全球地图

始新世开始于5600万年前，结束于3390万年前。
始新世时期，大陆继续朝现在的位置移动。始新世初期，澳大利亚和南极洲尚未分离。赤道洋流流向南极地区，将热量散播到全球，使全球气温较高。但是4500万年前，澳大利亚从南极洲分离。赤道暖流不再向南极洲流动，两大洲之间的水域也逐渐变冷。南极洲气温开始下降，周围的水域冻结成冰。冷水和浮冰向北移动，加强南极洲的冷却。
北部的超大陸劳亚大陆分裂成欧洲、格陵兰和北美洲。在北美洲，造山運動开始。又大又平的盆地隆起，形成巨大的湖泊。在欧洲，特提斯洋消失，残余部分形成阿尔卑斯山、地中海和北部的浅海。浅海内有许多群島。尽管北大西洋正在扩张，北美洲和欧洲的动物群仍然十分相似，似乎仍有陆地联系。印度继续远离非洲，并和亚洲相撞，进行喜马拉雅山脉造山运动。

##### 渐新世
渐新世开始于3400万年前，结束于2300万年前。在漸新世，陆地仍然朝着现今的方向漂移。
南极洲逐渐被孤立，形成永久冰帽。北美洲西部的造山運動仍在继续。欧洲的阿尔卑斯山继续升高。非洲板块向北漂移到欧亚大陆板块，使特提斯洋的残余部分互相分离。因此，欧洲在渐新世早期受到海侵。渐新世早期北美洲和欧洲的动物群非常相似，可能之间有一条陆桥。渐新世时期，南美洲从南极洲分离，并向北移动至北美洲。南極繞極流出现，迅速降低了大陆的气温。

#### 新近纪
新近纪开始于2300万年前，结束于258.8万年前。新近纪是古近纪的延续，分为中新世和上新世。第四纪在新近纪结束后开始。

##### 中新世
中新世开始于2303万年前，结束于533.3万年前。
在中新世，大陆继续朝着现今的方向漂移。中新世时南美洲和北美洲的陆桥尚未接通。南美洲与太平洋接壤部分有俯冲带，安地斯山脈上升，中美洲半岛向南延伸。印度继续与亚洲碰撞。特提斯洋继续缩小，在1900至1200万年前因非洲与欧亚大陆在土耳其—阿拉伯半岛处相撞而消失。随后地中海地区西部山脉抬升，全球海平面下降，使地中海暂时干涸，引发墨西拿鹽度危機。

##### 上新世
上新世开始于533.3万年前，结束于258.8万年前。在上新世，大陆继续向今天的位置漂移。该时期大陆共漂移了180千米，距离现今的位置只有70千米。
上新世时期，巴拿马地峡形成，南美洲与北美洲相连，使南美洲独有的有袋類动物几乎灭绝。巴拿马地峡切断了温暖的赤道洋流，使寒冷的极地地区的水流向大西洋，大西洋开始冷却，并影响全球气温。非洲和欧洲相撞形成地中海，割裂了特提斯洋的残余部分。海平面的变化使亚洲和阿拉斯加相连。上新世末期（258万年前），第四纪冰河时期开始。此后，极地地区的冰川反复融化、形成，周而复始，周期在4万到10万年之间。

#### 第四纪
第四纪开始于258.8万年前，并持续至今。第四纪是地质年代中的最新的一个纪，包括全新世和更新世。第四纪处于冰河时期，因此气候在较冷的冰期和较暖的间冰期间不断循环。

##### 更新世
更新世开始于258.8万年前，结束于1.17万年前。大陆基本漂移到现在的位置。在整个时期，大陆的相对漂移不超过100千米。这一时期绝大多数动、植物属种与现代相似。

##### 全新世
全新世开始于1.17万年前并延续至今。在全新世期间，大陆漂移不超过1千米。
第四纪冰河时期的末次冰期在约1万年前结束。冰块融化导致海平面较全新世早期上升了35米。更新世时期在北纬40度线附近形成的冰川消融，导致在更新世晚期至今，海平面上升超过180米。海平面上升使海侵运动加剧，大片靠海的陆地被淹没。在佛蒙特州、魁北克省、安大略省和密歇根州，有很多全新世化石。有的全新世化石出现在高纬度被海侵蚀的地方，其余的出现在湖床、洪泛区和洞穴沉积物中。低纬度海岸线附近的沉积物很少见，因为冰川融化导致海平面迅速上升。斯堪的纳维亚的冰期后反弹形成波罗的海的沿岸地区，包括大部分芬兰。新形成的陆地上升，使北欧地区有轻微的地震。在北美洲也出现了类似事件。哈德孙湾从较大的泰瑞尔洋，缩小到今天大小。

## 延伸阅读
- Stanley, Steven M.  New. New York: W. H. Freeman. 1999. ISBN 978-0-7167-3377-5.